# 天国へのシュート
天国へのシュート(In Orange)は、2004年のオランダ映画。父と息子の強い絆を描いたファミリー・ファンタジー。日本国内でも各地の映画祭で上映された。キンダー・フィルム・フェスティバル (東京)（05年）にてグランプリ受賞。同年、東京国際映画祭（みなと上映会）でも上映。

## 概要
サッカーのナショナルチームのメンバーを夢見る父と息子の深い絆を描いた力作。

## キャスト
- レムコ...ヤンニック・ヴァン・デ・ヴェルデ（吹替：田中結子）
- エリック...トーマス・アクダ（吹替：清水明彦）
- シルビア...ウェンディ・ヴァン・ディーク（吹替：岡寛恵）
- スーザン...ステリー・ハーステル（吹替：桑島三幸）
- アレンド...ピーター・ブロック（吹替：加藤亮夫）

## スタッフ
- 監督：ヨラム・ルーセン
- 脚本：フランク・ケテラー
- 撮影：レムコ・バッカー
- 音楽：キース・デ・グルート
- 制作：フランス・ヴァン・ゲステル／ジェロエン・ベーカー／サン・フ・マルサ
- 字幕翻訳：いけや咲良
- 吹替翻訳：河村里栄
- 発売：株式会社オンリー・ハーツ

## ストーリー
レムコは12歳のサッカー少年。オランダ代表になる日を夢見て、コーチ役の父親と共に日々練習に励んでいた。だがある日、試合の応援に駆けつけた父が、心臓発作を起こし帰らぬ人に。愛する父の突然の死に、レムコは大好きだったサッカーへの情熱も失ってしまう。心配した母親は主治医にカウンセリングを頼むが、レムコは心を閉ざしたまま。だがその帰り道、レムコの前に父親が現れる。以前のような父との日々に明るさを取り戻すレムコだったが…。
ユース代表入りをかけたテスト試合の当日、レムコは父の死も乗り越えようとしていた。3週間後、レムコのもとに合格の知らせが届く。オレンジ色のユニフォームを着てピッチに立つレムコを遠くから見守る父の姿が見えた。

## おもな受賞
- オランダ映画祭
  - 金の映画賞
- シカゴ国際子ども映画祭
  - 観客賞
- キンダー・フィルム・フェスティバル (東京)
  - グランプリ
- テヘラン子ども映画祭
  - 最優秀脚本賞